# 塔氏深海鰩
塔氏深海鰩（學名：Bathyraja taranetzi），為軟骨魚綱鰩目單鰭鰩科深海鰩屬的一種，分布於西北太平洋千島群島北部海域，深度58至1054公尺，體長可達70公分，棲息在深海沙泥底質海域，為底棲性魚類，卵生，雌魚會產下有角的長方形卵囊，會成對出現，幼魚可能會跟隨大的個體，屬肉食性，生活習性不明。